# 中九州横断道路
中九州横断道路（なかきゅうしゅうおうだんどうろ）は、大分県大分市から熊本県熊本市に至る地域高規格道路 （全長 約120 km）である。大分県内の既開通区間での略称は中九州道。

## 概要

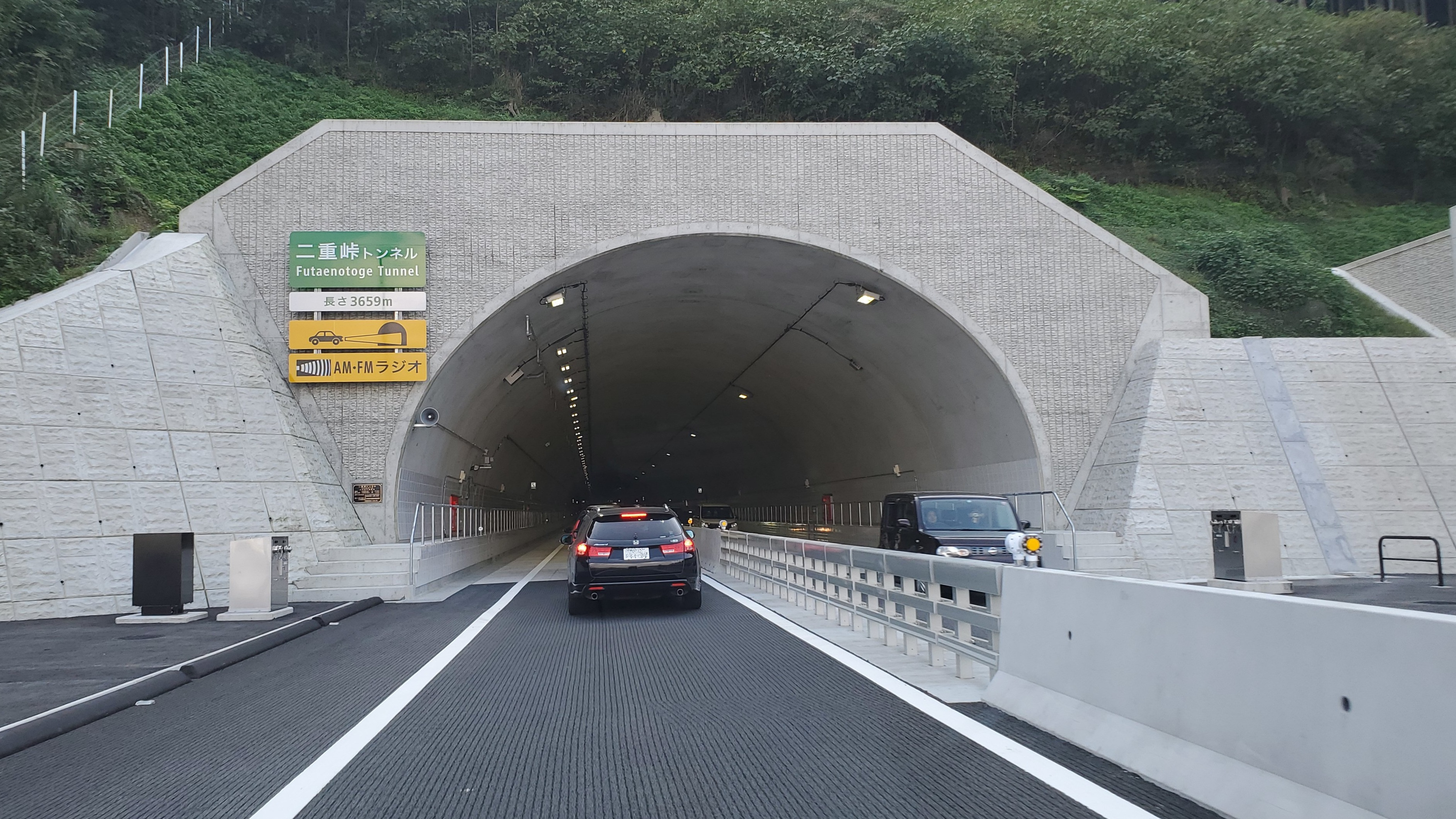
北側復旧道路・二重峠トンネル（熊本市方面）

1994年（平成6年）12月16日 計画路線に指定された。大分地区・熊本地区を相互に結び、かつ東九州自動車道・九州自動車道との連絡路としての役割を担う道路であり、両地区の交流促進道路（農産物の販路の拡大など）と両高速道路の補完道路という性格を併せ持つ。九州を横断して東九州道と九州道を連絡する高規格幹線道路としては、大分自動車道（佐賀県鳥栖市 - 大分県速見郡日出町、全線開通）と九州中央自動車道（熊本県上益城郡嘉島町 - 宮崎県延岡市、整備中）、および宮崎自動車道（宮崎県えびの市 - 宮崎市、全線開通）があるが、当道路は前者2路線の中間に位置している。
以下の道路が整備区間に指定されている。この全てが自動車専用道路として建設されている。
- 犬飼千歳道路（犬飼IC - 千歳IC）
- 千歳大野道路（千歳IC - 大野IC）
- 大野竹田道路（大野IC - 竹田IC）
- 竹田阿蘇道路（竹田IC - 波野IC）
- 滝室坂道路（波野IC - 一の宮町坂梨）
- 北側復旧道路（阿蘇西IC - 大津IC）
- 大津道路（大津IC - 大津西IC）
- 大津熊本道路（大津西IC - 熊本北JCT）
- 熊本環状連絡道路（熊本北JCT - 下硯川IC）

上記のほか、大分宮河内IC - 犬飼IC間で計画段階評価を実施中である。
早期の整備を実現するため、熊本県内の大津西IC - 熊本北JCT - 下硯川IC間では有料道路方式で整備が進められる予定である。

## インターチェンジなど
- IC番号欄の背景色が■である区間は既開通区間に存在する。
- 施設欄の背景色が■である区間は未開通区間または未供用施設に該当する。
- 未開通区間の名称は仮称である。

| IC番号                               | 施設名       | 接続路線名                                                 | 犬飼ICから (km)      | 備考                                  | 所在地 | 所在地        |
| ------------------------------------ | ------------ | ---------------------------------------------------------- | -------------------- | ------------------------------------- | ------ | ------------- |
|                                      | 大分宮河内IC | E10 東九州自動車道                                         |                      |                                       | 大分県 | 大分市        |
| 大分 - 犬飼 （計画段階評価手続き中） |              |                                                            |                      |                                       |        |               |
|                                      | 犬飼IC       | 国道57号（犬飼バイパス） 県道57号竹田犬飼線                | 0.0                  |                                       | 大分県 | 豊後大野市    |
|                                      | 千歳IC       | 県道57号竹田犬飼線 県道519号三重新殿線 県道668号山内新殿線 | 4.3                  |                                       | 大分県 | 豊後大野市    |
|                                      | 大野東IC     |                                                            | 8.0                  |                                       | 大分県 | 豊後大野市    |
|                                      | 大野IC       | 県道26号三重野津原線 県道210号緒方大野線                   | 13.0                 |                                       | 大分県 | 豊後大野市    |
|                                      | 朝地IC       | 県道57号竹田犬飼線                                         | 19.3                 |                                       | 大分県 | 豊後大野市    |
|                                      | 竹田IC       | 国道57号 県道47号竹田直入線                                | 25.3                 |                                       | 大分県 | 竹田市        |
|                                      | 竹田久住IC   | 国道442号                                                  |                      | 事業中                                | 大分県 | 竹田市        |
|                                      | 竹田西IC     | 国道57号                                                   |                      | 事業中                                | 大分県 | 竹田市        |
|                                      | 荻IC         |                                                            |                      | 事業中                                | 大分県 | 竹田市        |
|                                      | 波野IC       | 国道57号                                                   | 47.8                 | 事業中                                | 熊本県 | 阿蘇市        |
|                                      | 一の宮町坂梨 | 県道213号内牧坂梨線（バイパス）                            | 54.1                 | 2026年度開通予定                      | 熊本県 | 阿蘇市        |
| 計画路線                             |              |                                                            |                      |                                       | 熊本県 | 阿蘇市        |
|                                      | 阿蘇西IC     | 国道57号（現道）                                           | 0.0                  | 大津方面出入口                        | 熊本県 | 阿蘇市        |
|                                      | 車帰IC       | 県道23号菊池赤水線                                         | 2.7                  | 国道57号「北側復旧道路」 として開通。 | 熊本県 | 阿蘇市        |
|                                      | 大津東IC     | 県道339号北外輪山大津線                                    | 7.6                  | 国道57号「北側復旧道路」 として開通。 | 熊本県 | 菊池郡 大津町 |
|                                      | 大津IC       | 県道339号北外輪山大津線                                    | 12.0                 |                                       | 熊本県 | 菊池郡 大津町 |
|                                      | 大津西IC     | 国道325号                                                  | (0.0)                | 事業中                                | 熊本県 | 菊池郡 大津町 |
|                                      | 合志IC       | 県道316号住吉熊本線                                        | (4.7)                | 事業中                                | 熊本県 | 合志市        |
|                                      | 西合志IC     | 国道387号                                                  |                      | 事業中                                | 熊本県 | 合志市        |
|                                      | 熊本北JCT/IC | E3 九州自動車道                                            | (13.8)               | 事業中                                | 熊本県 | 熊本市 北区   |
| 県道37号                             | 熊本北JCT/IC | 事業中                                                     | (13.8)               | 合志市                                | 熊本県 |               |
|                                      | 下硯川IC     | 事業中                                                     | 国道3号 植木バイパス |                                       | 熊本県 | 熊本市 北区   |
| 熊本西環状道路                       |              |                                                            |                      |                                       |        |               |

- キロポストは、犬飼バイパスと連続している。

## 沿革
- 1994年（平成6年）12月16日 : 中九州横断道路 計画路線に指定。
- 1995年（平成7年）度 : 犬飼千歳道路 事業化。
- 1996年（平成8年）度 : 千歳大野道路 事業化。
- 1997年（平成9年）9月 : 阿蘇大津道路 整備区間に指定。
- 1999年（平成11年）
  - 年度 : 犬飼千歳道路・千歳大野道路 用地買収着手。
  - 年度 : 千歳大野道路 着工。
  - 12月 : 大野竹田道路 整備区間に指定。
- 2000年（平成12年）
  - 年度 : 犬飼千歳道路 着工。
  - 12月 : 竹田 - 荻間 調査区間に指定。
- 2005年（平成17年）4月13日 : 一般国道57号 改築工事（中九州横断道路「犬飼千歳道路及び千歳大野道路」新設工事・犬飼インターチェンジから大野インターチェンジまで）並びにこれに伴う町道及び村道付替工事について国土交通相より土地収用法に基づく事業認定が公示される[11]。
- 2006年（平成18年）10月 : 大野竹田道路 着工。
- 2007年（平成19年）3月18日 : 犬飼千歳道路・犬飼IC - 千歳IC間 開通。
- 2008年（平成20年）
  - 2月23日 : 大野竹田道路 着工式。
  - 3月22日 : 千歳大野道路・千歳IC - 大野IC間 開通。
- 2009年（平成21年）12月3日 : 九州地方整備局の事業評価監視委員会において長期未着工となっていた阿蘇大津道路の事業を休止し、国道57号現道の4車線化(立野拡幅・瀬田拡幅)を優先させることが決定される[12][13]。
- 2012年（平成24年）6月26日 : 一般国道57号 改築工事（中九州横断道路「大野竹田道路」・大分県豊後大野市大野町から同市朝地町まで）及びこれに伴う市道付替工事について国土交通相より土地収用法に基づく事業認定が公示される[14]。
- 2013年（平成25年）度 : 滝室坂道路 事業化[15]。
- 2015年（平成27年）2月15日 : 大野竹田道路・大野IC - 朝地IC 開通[16]。
- 2018年（平成30年）6月24日 : 滝室坂道路 着工。
- 2019年（平成31年）
  - 1月19日 : 大野竹田道路・朝地IC - 竹田IC間 開通[17]。
  - 年度 : 竹田阿蘇道路 事業化[5][18]。
- 2020年（令和2年）
  - 年度 : 大津熊本道路（合志〜熊本）として合志IC - 熊本北JCTが事業化[9][19]。
  - 10月3日 : 事業休止中の阿蘇大津道路のほぼ同一線上に国道57号北側復旧道路が開通[7][20]。その後、中九州横断道路の一部と位置づけられる[21]。
- 2021年（令和3年）3月30日 : 中九州横断道路「大分 - 犬飼」間について、計画段階評価を進めるための調査着手[22][23][24]。
- 2022年（令和4年）
  - 年度 : 大津熊本道路（大津西〜合志）として大津西IC - 合志ICが事業化[8]。
  - 12月11日 : 竹田阿蘇道路 着工[25]。
- 2023年（令和5年）9月24日 : 大津熊本道路（合志〜熊本）着工[26]。
- 2024年（令和6年）
  - 年度 : 大津道路として大津IC - 大津西ICが事業化[27]。
  - 4月25日 : 大津熊本道路（大津西IC〜熊本北JCT）、熊本環状連絡道路（熊本北JCT〜下硯川IC）が有料道路方式で整備を進める方向性が示される[2]。
- 2025年（令和7年）度 : 熊本環状連絡道路として、熊本北JCT/IC - 下硯川ICが事業化[10]。

### 予定
- 2026年度（令和8年度） : 滝室坂道路（波野IC〜阿蘇市一の宮町坂梨）開通[6]。

## 交通量
24時間交通量（台） 道路交通センサス
| 区間                  | 平成22（2010）年度 | 平成27（2015）年度 | 令和3（2021）年度 |        |
| --------------------- | ------------------ | ------------------ | ----------------- | ------ |
| 大分宮河内IC - 犬飼IC | 未開通             | 未開通             | 未開通            | 未開通 |
| 犬飼IC - 千歳IC       | 11,895             | 11,406             | 13,924            |        |
| 千歳IC - 大野東IC     | 7,881              | 8,330              | 9,359             |        |
| 大野東IC - 大野IC     | 7,196              | 7,973              | 8,697             |        |
| 大野IC - 朝地IC       | 調査当時未開通     | 5,524              | 2,041             |        |
| 朝地IC - 竹田IC       | 調査当時未開通     | 調査当時未開通     | 6,283             |        |
| 竹田IC - 波野IC       | 未開通             | 未開通             | 未開通            | 未開通 |
| 波野IC - 一の宮町坂梨 | 未開通             | 未開通             | 未開通            | 未開通 |
| 滝室坂 - 阿蘇         | 未開通             | 未開通             | 未開通            | 未開通 |
| 阿蘇西IC - 車帰IC     | 調査当時未開通     | 調査当時未開通     | 8,696             |        |
| 車帰IC - 大津東IC     | 調査当時未開通     | 調査当時未開通     | 9,975             |        |
| 大津東IC - 大津IC     | 調査当時未開通     | 調査当時未開通     | 8,082             |        |
| 大津IC - 大津西IC     | 未開通             | 未開通             | 未開通            | 未開通 |
| 大津西IC - 熊本北JCT  | 未開通             | 未開通             | 未開通            | 未開通 |
| 熊本北JCT - 下硯川IC  | 未開通             | 未開通             | 未開通            | 未開通 |

（出典：「平成22年度道路交通センサス」・「平成27年度全国道路・街路交通情勢調査」・「令和3年度全国道路・街路交通情勢調査」（国土交通省ホームページ）より一部データを抜粋して作成）